# Leonardo Bercovici
Leonardo Bercovici (New York, 4 gennaio 1908 – Los Angeles, 22 novembre 1995) è stato uno sceneggiatore e regista statunitense.

## Biografia
Leonardo Bercovici è noto per aver scritto le sceneggiature dei film La moglie del vescovo (1947) e Gli amanti di Venezia (1947). Durante il maccartismo fu inserito nella lista nera e costretto a trasferirsi in Europa per diversi anni fino al 1958.
Nella sua carriera scrisse e diresse tre lungometraggi, Tormento d'amore (1956), Square of Violence (1961) e Storia di una donna (1970).

## Vita privata
Fu sposato dal 1952 al 1957 con l'attrice svedese Märta Torén.

## Filmografia parziale

### Regia e sceneggiatore
- Tormento d'amore co-diretto con Claudio Gora (1956)
- Square of Violence (1961)
- Storia di una donna (1970)

### Sceneggiatore
- Racket Busters, regia di Lloyd Bacon (1938)
- Chasing Danger, regia di Ricardo Cortez (1939)
- Gli amanti di Venezia, regia di Martin Gabel (1947)
- La moglie del vescovo, regia di Henry Koster (1947)
- Per te ho ucciso, regia di Norman Foster (1948)
- Monsoon, regia di Rod Amateau (1952)

### Soggetto
- Prison Train, regia di Gordon Wiles (1938)